# Domo Bolivariano 5 de Julio
El Domo Bolivariano 5 de Julio es un pabellón o domo multiusos. Se ubica en el estado Barinas, específicamente en la ciudad de Barinas. Forma parte de la Ciudad Deportiva Mariscal Sucre. Es la sede habitual del equipo local Varyná Voleibol Club.

## Características
Es una propiedad pública administrada por el gobierno del estado Barinas, a través del Instituto Regional de Deportes del Estado Barinas (IRDEB). Posee camerinos, oficinas administrativas, servicios básicos, sillería, entre otras comodidades. Puede ser utilizado para la práctica de diversos deportes entre ellos el voleibol, baloncesto, fútbol sala, lucha.
Fue terminada en 2011 después varios años de construcción y forma parte de las instalaciones deportivas de la Ciudad Deportiva Mariscal Sucre.